# NGC 1399
NGC 1399 是天炉座的一個椭圆星系。位於天爐座星系團的中心。

## 概要
NGC 1399屬於CD型星系，擁有明亮的核心和周圍巨大的彌散結構。該星系周圍有大量球狀星團，估計約在5700到6500個之間。
NGC 1399中心有一個質量約為太陽5億倍的超大質量黑洞。